# Minsc
Minsc er en fiktiv person i Baldur's Gate-serien af Dungeons & Dragons-computerrollespil udviklet af BioWare. Han stammer fra pen-and-paper Dungeons & Dragons-historier afholdt af Baldur's Gates hoveddesigner James Ohlen, og er senere blevet videreudviklet af spillenes hovedforfatter, Lukas Kristjanson. Minscs spildebut var i Baldur's Gate, hvor han var en rekrutteringsmulighed for ens spilfigurs gruppe af eventyrer. Han optræder også i efterfølgeren, Baldur's Gate II: Shadows of Amn, og udvidelsen, Baldur's Gate II: Throne of Bhaal, samt i kampagner relateret til titler, såsom genudgivelsen Baldur's Gate: Enhanced Edition udgivet af Atari. Minsc er stemmelagt af Jim Cummings i hans computerspilsoptrædener.
I historiefortællingen, er Minsc en skaldet ranger fra landet Rashemen, med en karakteristisk lilla tatovering, der oprindeligt havde til opgave at fungere som livvagt for heksen Dynaheir som del af et "dajemma" (overgangsrite). Da Dynaheir bliver taget til fange af gnolls, beder Minsc spilleren om hjælp til at komme hende til undsætning, hvorefter begge figurer vil være mulige rekrutteringsmuligheder. Senere bliver spillerens eventyrer fanget og Dynaheir bliver dræbt af magikeren Jon Irenicus, og i jagten på retfærdighed slutter Minsc sig til spilleren. Han beslutter sig senere under rejsen, for at finde sig en ny person at beskytte og valget falder på Aerie, som han beskytter som sin nye heks.
Han har et stærkt ønske om, at opretholde det gode og være heroisk, men med en ekstrem iver og til tider bersærkergang, forårsager det hans omgivelser at betragte ham som muligt sindssyg. Dertil kommer at han ledsages af sin kælehamster ved navn Boo, som han ofte konsultere. Minsc insisterer på at Boo i virkeligheden er en miniature giant space hamster – et væsen fra Spelljammer-serien, men mange mistænker den for at være en ganske almindelig hamster.
Minsc bliver af mange set som en af de mest populære NPC'ere i computerspil. Han blev en af de højest rangerende i en afstemning fra IGN og GameSpot.[kilde mangler]

## Andre forbindelser til Minsc og Boo
I filmen Ringenes Herre: Eventyret om ringen fra 2001, kan man et kort øjeblik se en grumt udseende person i the Prancing Pony Inn holde om en lille gnaver – muligvis en hyldest til Minsc og Boo.[kilde mangler]
I spillet Mass Effect 2 har man mulighed for at købe en space hamster til sin kahyt ombord på Normandy 2, som til forveksling ligner Boo. Yderligere siger Tali'Zorah "Go for the optics!" til sin kampdrone, som efterligner Minscs "Go for the eyes(...)"
I webtegneserien Megatokyo, har Largo en hamster som samvittighed, kaldet Boo – en hyldest til  Baldur's Gate II som Rodney Caston var stor fan af.[kilde mangler]